# Вилохвістка рудоголова
Вилохві́стка рудоголова (Enicurus ruficapillus) — вид горобцеподібних птахів родини мухоловкових (Muscicapidae). Мешкає в Південно-Східній Азії. 

## Опис

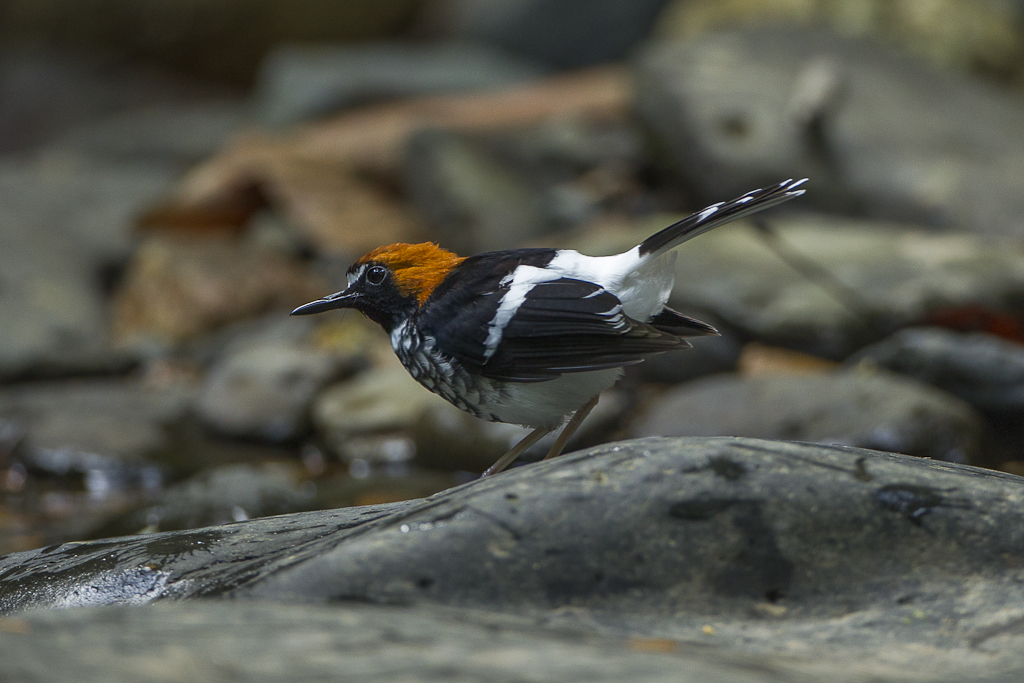
Самець рудоголової вилохвістки

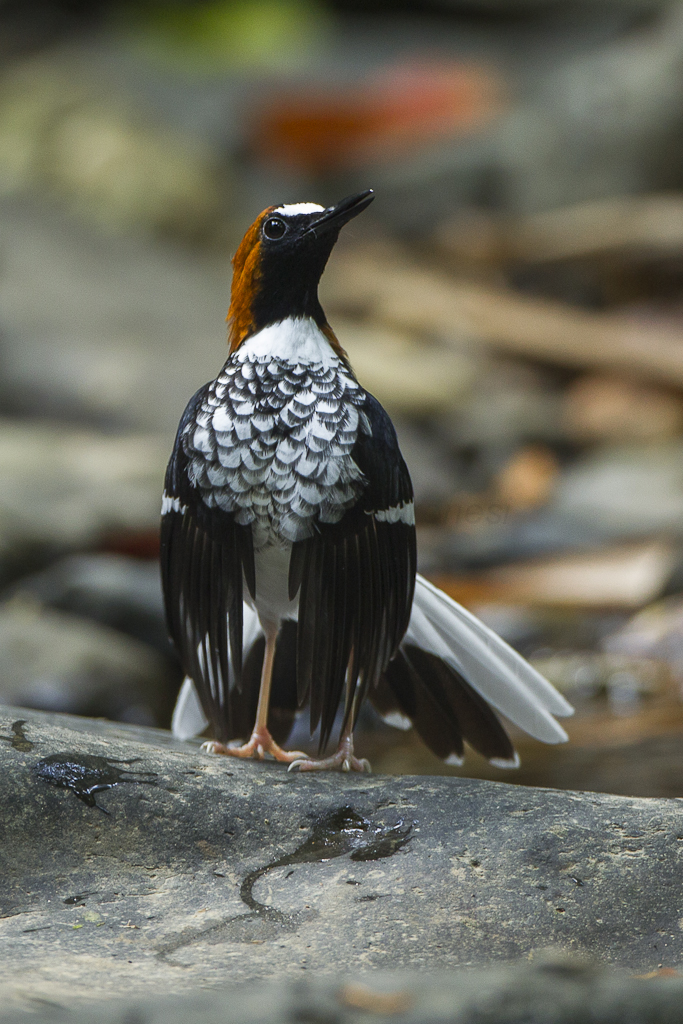
Самець рудоголової вилохвістки

Довжина птаха становить 18-20 см, вага 27 г. У самців голова рудувато-каштанова, лоб білий, на обличчі чорна "маска". Спина і крила чорні, на крилах помітні білі смуги. Горло чорне, решта нижньої частини тіла біла, груди сильно поцятковані чорним лускоподібним візерунком. Надхвістя біле, хвіст чорний з білими смугами і білим кінчиком. Самиці мають подібне забарвлення, однак у них і верхня частина голови, і спина рудувато-каштанові.

## Поширення і екологія
Рудоголові вилохвістки мешкають на Малайському півострові та на островах Суматра, Ява і Калімантан. Вони живуть у вологих рівнинних і гірських тропічних лісах, на берегах річок і струмків, серед каміння і річкових валунів, на висоті до 1300 м над рівнем моря. 
Рудоголові вилохвістки живляться комахами, зокрема вуховертками, жуками, мурахами і гусінню, іноді також дрібних хребетних, таких як змії. Гніздо чашоподібне, робиться з рослинних волокон, встелюється сухим листям, зовні покривається мохом, прикріплюється за допомогою глини до валуна або берега. В кладці 2 білих або рожевуватих яйця, поцяткованих рудувато-коричневими і пурпуровими плямками. Рудоголові вилохвістки іноді стають жервами гніздового паразитизму рудоволих кукавок. 

## Збереження
МСОП класифікує стан збереження цього виду як близький до загрозливого. Рудоголові вилохвістки є рідкісними птахами, яким загрожує знищення природного середовища.